# Jose Glover
Joseph Glover, normalmente referido como José ou Josse, (falecido no final de 1638) era um ministro inglês não conformista, conhecido por ter sido um pioneiro da impressão nas colónias inglesas da América do Norte e um dos principais responsáveis pela criação do Harvard College.
Glover foi reitor de Sutton, então no condado de Surrey, de 1628 a 1636. Casou-se pela segunda vez em cerca de 1630 com Elizabeth Harris, filha do reverendo Nathaniel Harris, Reitor de Bletchingley em Surrey.
Glover visitou a Nova Inglaterra em cerca de 1634 e obteve apoio para o que viria a ser o Harvard College. Conseguiu comprar uma impressora e um equipamento para assegurar fundos tanto na Inglaterra como na Holanda e assinou um acordo com os ferreiros Stephen e Matthew Daye e três trabalhadores em 7 de junho de 1638 em Cambridge para enviar o equipamento para a América a bordo do navio John of London e mais tarde operá-lo. Glover morreu de febre durante a viagem de regresso à América mais tarde em 1638, mas a sua esposa e os irmãos Daye puderam continuar com o seu trabalho na instalação de uma impressora na Nova Inglaterra.
O documento da Sociedade Antiquária Americana que Glover tinha escrito o seu testamento a 16 de maio de 1638, e foi aprovado no Tribunal de Prerrogativa de Cantuária a 22 de dezembro desse ano.
Usando o equipamento que Glover tinha adquirido, Daye publicou The Free Man's Oath em 1639, que era documentação para um juramento de lealdade aos colonos. The Whole Booke of Psalmes, publicado no ano seguinte, em 1640, que se tornou o primeiro livro completo a ser publicado no Novo Mundo.
José e Elizabeth Glover tiveram um filho, John, que também se licenciou em Harvard e doutor, e morreu em 1668.